# Список гребных фрегатов Российского императорского флота

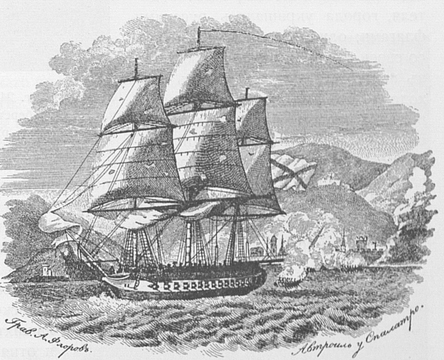
24-пушечный гребной фрегат «Автроил»

В список включены все парусные гребные фрегаты и гемамы, состоявшие на вооружении Российского императорского флота.
Гребные фрегаты и гемамы представляли собой наиболее крупные суда гребного флота. Несли мощное артиллерийское и обычное фрегатское парусное вооружение, однако для движения в шхерах и в штиль были оснащены по 6—10 парами вёсел. В составе Российского императорского флота гребные фрегаты появились во время русско-шведской войны 1788—1790 годов, а гемамы — во время русско-шведской войны 1808—1809 годов. Однако ни гребные фрегаты, ни гемамы широкого распространения в российском флоте не получили. Была построена всего одна серия гребных фрегатов типа «Александр» для нужд Балтийского флота, плюс одно судно для Каспийской флотилии, и одна серия гемамов типа «Бодрый» также для Балтийского флота. Помимо этого в составе Балтийского флота использовались несколько трофейных судов. Применялись гребные фрегаты и гемамы для действий как в шхерах, так и в открытом море, однако опыт боевых действий показал, что для действий в шхерах и узких местах суда столь большого размера неэффективны.

## Легенда
Список судов разбит на разделы по принадлежности к гребным фрегатам или гемамам, гребные фрегаты отдельно разбиты на подразделы по включению судов в состав Балтийского флота или Каспийской флотилии, внутри разделов суда представлены в порядке очерёдности включения их в состав флота, в рамках одного года — по алфавиту. Ссылки на источники информации для каждой строки таблиц списка и комментариев, приведённых к соответствующим строкам, сгруппированы и располагаются в столбце Примечания.
Таблица:
- Размер — длина и ширина судна в метрах.
- Осадка — осадка судна (глубина погружения в воду) в метрах.
- Верфь — верфь постройки судна.
- Корабельный мастер — фамилия мастера, построившего судно.
- Год включения в состав флота — для бригантин, построенных в России, указывается год их спуска на воду, для приобретенных или взятых в плен бригантин — год их покупки или захвата соответственно.
- История службы — основные места и события.
- н/д — нет данных.
- История службы — основные даты, места и события.

Сортировка может проводиться по любому из выбранных столбцов таблиц, кроме столбцов История службы и Примечания.

## Гребные фрегаты

### Балтийский флот
В разделе приведены все гребные фрегаты, входившие в состав Балтийского флота России. Для нужд Балтийского флота на российских верфях было заложено 18 гребных фрегатов типа «Александр», из которых 16 вступили в строй, а два так и не были достроены, помимо этого использовалось одно трофейное судно.
| Наименование         | Ор.   | Размер     | Осадка | Эк. | Верфь                                     | Мастер                                                          | Вх.               | Вых. | История службы | Прим.                |
| -------------------- | ----- | ---------- | ------ | --- | ----------------------------------------- | --------------------------------------------------------------- | ----------------- | ---- | --- | -------------------- |
| Автроил              | 24    | 35,2 × 9,4 | 2,3    | 210 | Захвачен в первом Роченсальмском сражении | Захвачен в первом Роченсальмском сражении                       | 1789              | 1809 | В составе гребной флотилии принимал участие русско-шведской войне 1788—1790 годов, в том числе во втором Роченсальмском сражении. В 1791—1793, 1795—1798 и 1800 годах выходил в практические плаваниях в Финский залив. В 1801 году занимал позицию на Северном фарватере для защиты острова Котлин. В 1801—1804 годах подвергся тимберовке в Кронштадте. Принимал участие в действиях русского флота в Средиземном море во время войны с Францией 1804—1807 годов, в 1809 году разоружён и передан французскому правительству. | [ 2 ] [ 3 ] [ 4 ]    |
| Александр            | 38    | 39,6 × 9,7 | 3,7    | 250 | Кронштадтская верфь                       | Д. А. Масальский                                                | 1790              | 1790 | Принимал участие в русско-шведской войне 1788—1790 годов, в том числе в Красногорском сражении и сражении в Биорке-зунде, погиб во втором Роченсальмском сражении. | [ 5 ] [ 6 ] [ 7 ]    |
| Александра           | 38    | 39,6 × 9,7 | 3,7    | 250 | Кронштадтская верфь                       | Д. А. Масальский и И. Кутыгин                                   | 1790              | 1804 | Принимал участие в русско-шведской войне 1788—1790 годов, в том числе в Красногорском и Выборгском сражениях. В 1791 году использовался для выполнения описи и промеров роченсальмских шхер. С 1792 по 1794 год выходил в практические плавания в Финский и Рижский заливы, а также в финляндские шхеры. В 1801 году стоял на Северном фарватере для защиты острова Котлин. По окончании службы разобран в Кронштадте. | [ 5 ] [ 6 ] [ 8 ]    |
| Екатерина            | 38    | 39,6 × 9,7 | 3,7    | 250 | Кронштадтская верфь                       | Д. А. Масальский                                                | 1790              | 1790 | Принимал участие в русско-шведской войне 1788—1790 годов, в том числе в Красногорском сражении и сражении в Биорке-зунде, во втором Роченсальмском сражении получил сильные повреждения, ветром отнесён на отмель и сожжён своим экипажем. | [ 6 ] [ 9 ] [ 10 ]   |
| Елена                | 38    | 39,6 × 9,7 | 3,7    | 250 | Кронштадтская верфь                       | Д. А. Масальский и И. Кутыгин                                   | 1790              | 1802 | Принимал участие в русско-шведской войне 1788—1790 годов, в том числе в Красногорском и Выборгском сражениях. С 1791 по 1799 год выходил в практические плавания в Финский и Рижский заливы. По окончании службы разобран в Кронштадте. | [ 6 ] [ 8 ] [ 11 ]   |
| Константин           | 38    | 39,6 × 9,7 | 3,7    | 250 | Кронштадтская верфь                       | Д. А. Масальский                                                | 1790              | 1790 | Принимали участие в русско-шведской войне 1788—1790 годов, в том числе в Красногорском сражении и сражении в Биорке-зунде, погибли во втором Роченсальмском сражении. | [ 6 ] [ 7 ] [ 11 ]   |
| Мария                | 38    | 39,6 × 9,7 | 3,7    | 250 | Кронштадтская верфь                       | Д. А. Масальский                                                | 1790              | 1790 | Принимали участие в русско-шведской войне 1788—1790 годов, в том числе в Красногорском сражении и сражении в Биорке-зунде, погибли во втором Роченсальмском сражении. | [ 6 ] [ 7 ] [ 11 ]   |
| Николай              | 38    | 39,6 × 9,7 | 3,7    | 250 | Кронштадтская верфь                       | Д. А. Масальский                                                | 1790              | 1790 | Принимали участие в русско-шведской войне 1788—1790 годов, в том числе в Красногорском сражении и сражении в Биорке-зунде, погибли во втором Роченсальмском сражении. | [ 6 ] [ 8 ] [ 12 ]   |
| Павел                | 38    | 39,6 × 9,7 | 3,7    | 250 | Кронштадтская верфь                       | Д. А. Масальский                                                | 1790              | 1804 | Принимал участие в русско-шведской войне 1788—1790 годов, в том числе в Красногорском и Выборгском сражениях. С 1791 по 1796 год выходил в практические плавания в Финский и Рижский заливы, а также в финляндские шхеры. В 1801 году стоял на Северном фарватере для защиты острова Котлин. По окончании службы разобран в Кронштадте. | [ 6 ] [ 7 ] [ 13 ]   |
| Александр            | 38    | 39,6 × 9,7 | 3,7    | 250 | Санкт-Петербургское адмиралтейство        | Д. А. Масальский                                                | 1792              | 1804 | С 1793 по 1797 год, в 1799 и 1800 годах выходил в практические плавания в Балтийское море, Финский и Рижский заливы, а также финляндские шхеры. В 1801 году стоял на Южном фарватере для защиты острова Котлин. По окончании службы разобран в Кронштадте. | [ 6 ] [ 8 ] [ 14 ]   |
| Екатерина            | 38    | 39,6 × 9,7 | 3,7    | 250 | Санкт-Петербургское адмиралтейство        | Д. А. Масальский                                                | 1792              | 1804 | В 1793, 1794, 1796, 1797 и 1798 годах выходил в практические плавания в Финский и Рижский заливы, а также финляндские шхеры. В 1795 году нёс брандвахтенную службу на Роченсальмском рейде. По окончании службы разобран в Кронштадте. | [ 8 ] [ 14 ] [ 15 ]  |
| Елизавета            | 38    | 39,6 × 9,7 | 3,7    | 250 | Санкт-Петербургское адмиралтейство        | Д. А. Масальский                                                | 1794              | 1803 | В 1795—1797 и 1799—1801 годах выходил в практические плавания в Финский залив. В 1802 году находился в Роченсальме, где по окончании службы и был разобран. | [ 8 ] [ 14 ] [ 15 ]  |
| Мария                | 38    | 39,6 × 9,7 | 3,7    | 250 | Санкт-Петербургское адмиралтейство        | Д. А. Масальский                                                | 1794              | 1796 | В 1795 и 1796 годах выходил в практические плавания в Финский залив. 17 (28) июля 1796 года разбился у острова Вегеэтель-кари. | [ 8 ] [ 14 ] [ 15 ]  |
| Константин           | 38    | 39,6 × 9,7 | 3,7    | 250 | Санкт-Петербургское адмиралтейство        | Д. А. Масальский                                                | 1796              | 1808 | Принимал участие в войнах с Францией 1798—1800 годов и 1804—1807 годов. В 1801 году стоял на Южном фарватере для защиты острова Котлин. По окончании службы разобран в Кронштадте. | [ 15 ] [ 16 ] [ 17 ] |
| Николай              | 38    | 39,6 × 9,7 | 3,7    | 250 | Санкт-Петербургское адмиралтейство        | Д. А. Масальский                                                | 1796              | 1809 | Принимал участие в войнах с Францией 1798—1800 годов и 1804—1807 годов. В 1801 году стоял на Северном фарватере для защиты острова Котлин. В 1807 году находился на Кронштадтском рейде. По окончании службы разобран в Кронштадте. | [ 15 ] [ 18 ] [ 19 ] |
| Богоявление Господне | 38    | 39,6 × 9,7 | 3,7    | 250 | Санкт-Петербургское адмиралтейство        | А. И. Мелихов и М. Сарычев                                      | 1798              | 1816 | В 1800 года выходил в практическое плавание в Балтийское море. В 1801 году стоял на Северном фарватере для защиты острова Котлин. В 1803 и 1804 годах нёс брандвахтенную службу на Роченсальмском рейде. Принимал участие в войне с Францией 1804—1807 годов и русско-шведской войне 1808—1809 годов, в том числе в бою против двух 48-пушечных шведских фрегатов. В 1810 году нёс брандвахтенную службу на Северном фарватере, затем был переоборудован в блокшив в Кронштадте и в 1816 году разобран.                         | [ 15 ] [ 20 ] [ 21 ] |
| Эммануил             | 24/38 | 39,6 × 9,7 | 3,7    | 250 | Санкт-Петербургское адмиралтейство        | А. И. Мелихов и И. П. Васильев                                  | 1800              | 1817 | В 1800, 1805, 1806, 1807 годах ежегодно выходил в практические плавания в Финский залив, а в 1801 году — в практическое плавание для ознакомления гардемарин Морского корпуса с портами Балтийского моря. В 1802 году прекратил практическое плавание из-за полученных во время шторма повреждений. В 1804 году был перечислен в состав корабельного флота. С 1808 по 1813 год нёс брандвахтенную службу в Ревеле, где по окончании службы и был разобран.                                                                      | [ 15 ] [ 18 ] [ 22 ] |
| Вифлеем              | 38    | 39,6 × 9,7 | 3,7    | 250 | Санкт-Петербургское адмиралтейство        | Сведений о корабельных мастерах, строивших суда, не сохранилось | Достроены не были | 1799 | Оба судна были заложены 31 декабря 1796 (11 января 1797) года, однако не были достроены и в 1799 году разобраны на стапелях. | [ 15 ] [ 18 ] [ 22 ] |
| Назарет              | 38    | 39,6 × 9,7 | 3,7    | 250 | Санкт-Петербургское адмиралтейство        | Сведений о корабельных мастерах, строивших суда, не сохранилось | Достроены не были | 1799 | Оба судна были заложены 31 декабря 1796 (11 января 1797) года, однако не были достроены и в 1799 году разобраны на стапелях. | [ 15 ] [ 18 ] [ 22 ] |

### Каспийская флотилия
В разделе приведён гребной фрегат, входивший в состав Каспийской флотилии России. Сведений о численности экипажа каспийского фрегата не сохранилось.
| Наименование | Ор. | Размер     | Осадка | Верфь                    | Мастер       | Вх.  | Вых. | История службы                                                                                     | Прим.                |
| ------------ | --- | ---------- | ------ | ------------------------ | ------------ | ---- | ---- | -------------------------------------------------------------------------------------------------- | -------------------- |
| Царицын      | 12  | 27,4 × 8,7 | 1,7    | Казанское адмиралтейство | В. Д. Власов | 1795 | 1808 | В 1795 году перешёл в Астрахань во главе отряда. С 1796 года выходил в плавания в Каспийское море. | [ 22 ] [ 23 ] [ 24 ] |

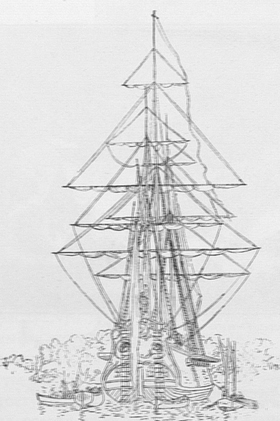
Русский гребной фрегат

## Гемамы

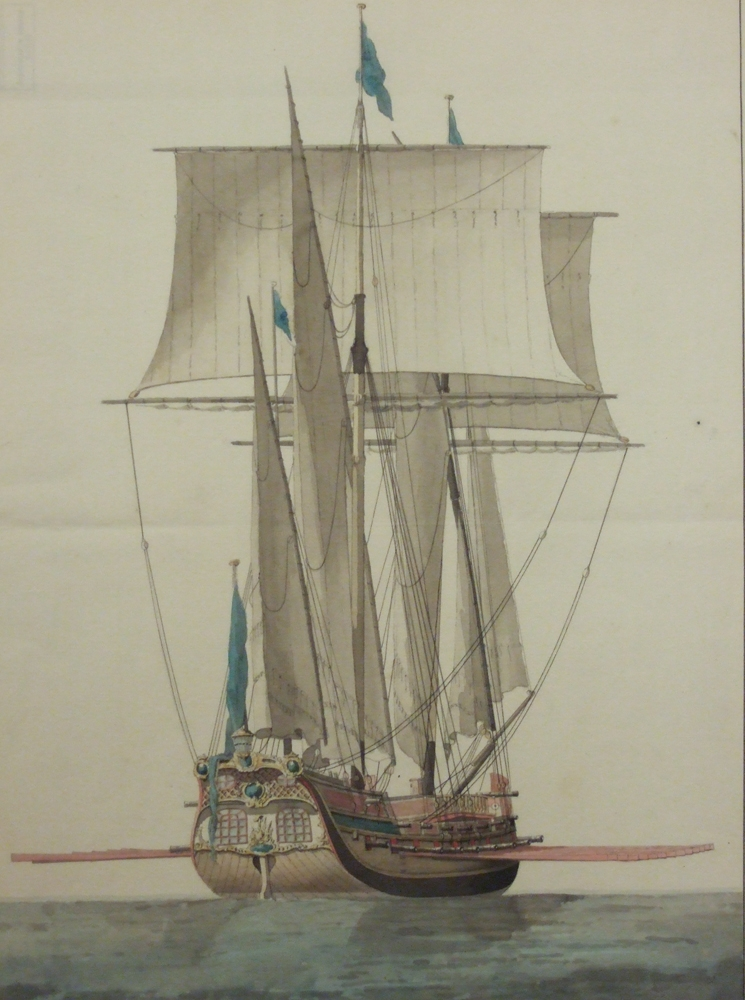
Гемам «Оден»

В разделе приведены все гемамы, входившие в состав Российского императорского флота. Несли службу только в составе Балтийского флота. Для нужд Балтийского флота на российских верфях было заложено 6 гемамов типа «Бодрый», также использовалось несколько трофейных судов. Сведений о численности экипажей гемамов российского флота не сохранилось.
| Наименование | Ор. | Размер | Осадка | Верфь | Мастер | Вх. | Вых. | История службы | Прим.                |
| ------------ | --- | --- | --- | --- | --- | --- | --- | --- | -------------------- |
| Оден         | 26 | 33 | 2,7 | Построен в Свеаборге, захвачен в первом Роченсальмском сражении                                                                | Построен в Свеаборге, захвачен в первом Роченсальмском сражении                                                                | 1789 | 1790 | Принимал участие в русско-шведской войне 1788—1790 годов, погиб во втором Роченсальмском сражении. | [ 25 ] [ 26 ] [ 27 ] |
| Гельгомар    | 26 | 43,6 × 10,7 | 2,7 | Захвачены при капитуляции Свеаборга                                                                                            | Захвачены при капитуляции Свеаборга                                                                                            | 1808 | 1828 | В составе гребной флотилии принимал участие в русско-шведской войне 1808—1809 годов, в том числе в сражении в Юнгферзунде. По окончании службы разобран в Кронштадте. | [ 25 ] [ 28 ] [ 29 ] |
| Сторн-Биорн  | 26 | 43,6 × 10,4 | 2,9 | Захвачены при капитуляции Свеаборга                                                                                            | Захвачены при капитуляции Свеаборга                                                                                            | 1808 | 1817 | В составе гребной флотилии принимал участие в русско-шведской войне 1808—1809 годов, в том числе в сражении в Юнгферзунде. По окончании службы переоборудован в плавучую казарму в Свеаборге.                                                                                                 | [ 25 ] [ 29 ] [ 30 ] |
| Бодрый       | 32 | 43,9 × 10,9 | 2,6 | Главное адмиралтейство | А. И. Мелихов | 1808 | 1829 | Принимал участие в русско-шведской войне 1808—1809 годов, Отечественной войне 1812 года и войне с Францией 1813—1814 годов. По окончании службы разобран в Кронштадте. | [ 31 ] [ 32 ] [ 33 ] |
| Нева         | 32 | 43,9 × 10,9 | 2,6 | Главное адмиралтейство | А. И. Мелихов | 1808 | 1829 | Принимал участие в русско-шведской войне 1808—1809 годов и Отечественной войне 1812 года. С 1815 по 1817 год нёс брандвахтенную службу на Кронштадтском рейде. По окончании службы разобран в Кронштадте.                                                                                     | [ 32 ] [ 33 ] [ 34 ] |
| Петергоф     | 32 | 43,9 × 10,9 | 2,6 | Главное адмиралтейство | А. И. Мелихов | 1808 | 1822 | Принимали участие в русско-шведской войне 1808—1809 годов и Отечественной войне 1812 года. По окончании службы разобраны в Кронштадте. | [ 32 ] [ 33 ] [ 34 ] |
| Свеаборг     | 32 | 43,9 × 10,9 | 2,6 | Главное адмиралтейство | А. И. Мелихов | 1808 | 1822 | Принимали участие в русско-шведской войне 1808—1809 годов и Отечественной войне 1812 года. По окончании службы разобраны в Кронштадте. | [ 33 ] [ 34 ] [ 35 ] |
| Торнео       | 32 | 43,9 × 10,9 | 2,6 | Главное адмиралтейство | И. В. Курепанов | 1808 | 1824 | Принимал участие в Отечественной войне 1812 и войне с Францией 1813—1814 годов, в том числе в блокаде и бомбардировках Данцига. С 1817 по 1821 год нёс брандвахтенную службу в Ревеле. По окончании службы разобран в Кронштадте.                                                             | [ 28 ] [ 33 ] [ 34 ] |
| Мирный       | 32 | 43,9 × 10,9 | 2,6 | Главное адмиралтейство | И. В. Курепанов | 1823 | 1834 | В 1826 году совершил плавание по Невской губе во главе отряда судов Гвардейского экипажа. В 1829 году совершал плавания между Санкт-Петербургом и Кронштадтом с гардемаринами на борту. С 1831 по 1834 год нёс брандвахтенную службу в устье Невы. По окончании службы разобран в Кронштадте. | [ 33 ] [ 34 ] [ 36 ] |
| № 11         | Сведений о конструкции судна, месте постройки, корабельных мастерах и точном времени нахождения в составе флота не сохранилось | Сведений о конструкции судна, месте постройки, корабельных мастерах и точном времени нахождения в составе флота не сохранилось | Сведений о конструкции судна, месте постройки, корабельных мастерах и точном времени нахождения в составе флота не сохранилось | Сведений о конструкции судна, месте постройки, корабельных мастерах и точном времени нахождения в составе флота не сохранилось | Сведений о конструкции судна, месте постройки, корабельных мастерах и точном времени нахождения в составе флота не сохранилось | Сведений о конструкции судна, месте постройки, корабельных мастерах и точном времени нахождения в составе флота не сохранилось | Сведений о конструкции судна, месте постройки, корабельных мастерах и точном времени нахождения в составе флота не сохранилось | В кампанию 1825 года совершал плавания в Финском заливе у Красной Горки. | [ 37 ]               |

- Гемам «Оден»

### Комментарии
1. 1 2  Разновидность шведского гребного фрегата, конструкция судов данного типа была разработана шведским кораблестроителем Фредриком Хенриком Чапманом, а название дано в честь финской области Hameenmaa.
2. ↑  От швед. Af Trolle.
3. 1 2 3  Два 24-фунтовых, двадцать два 18-фунтовых, четырнадцать 6-фунтовых орудий.
4. 1 2  По другим данным захвачен шведами.
5. ↑  По другим данным захвачены шведами.
6. ↑  В большинстве источников классифицируется как удема или шебека.
7. ↑  Указана длина судна.
8. ↑  Точное наименование верфи не установлено.
9. ↑  Спущено на воду в 1769 году.
10. ↑  Назван в часть взятия шведской крепости Свеаборг 21 апреля (3 мая) 1808 года.